# نيكول مبولي
نيكول مبولي (بالفرنسية: Nicole Mbole)‏ مواليد 12 ديسمبر 1981، هي لاعبة كرة يد كونغولية تلعب كحارس مرمى. مثلت منتخب جمهورية الكونغو الديمقراطية لكرة اليد للسيدات.

## سجل المنافسة
شاركت في البطولات التالية:
- بطولة العالم لكرة اليد للسيدات 2013